# Teutamos
Pour les articles homonymes, voir Teutamos (homonymie).
Teutamos (en grec ancien Tεύταμoς / Teutamos) est un officier macédonien qui de 319 à 316 av. J.-C. partage avec Antigénès le commandement des argyraspides ou « Boucliers d'argent ». Il participe à la première guerre des Diadoques du côté d'Eumène de Cardia.

## Biographie

### Commandant en second des argyraspides
Nous ignorons les états de service sous le règne d'Alexandre le Grand qui lui ont permis des devenir le stratège en second du corps d'élite de l'infanterie macédonienne. En 319 av. J.-C., Polyperchon qui a succédé à Antipater à la régence de Macédoine, ordonne à Antigénès et Teutamos de se joindre à Eumène de Cardia dans lutte contre Antigone le Borgne. Mais les deux officiers semblent au départ réticents à suivre les ordres de l'ancien secrétaire — qui n'est pas Macédonien — d'Alexandre. Teutamos aurait d'ailleurs accepté la proposition de Ptolémée de comploter contre Eumène avant d'en être dissuadé par son collègue plus prudent.

### Durant la guerre des Diadoques
Teutamos prend part à la première guerre des Diadoques du côté d'Eumène de Cardia tout en manifestant à chaque occasion une réticence à suivre les ordres du « stratège d'Asie » désigné par Polyperchon. Il participe à la bataille de Paraitacène (317 av. J.-C.) puis à celle de Gabiène (316), au titre de commandant des hypaspistes selon Diodore ; mais celui-ci les confond avec les argyraspidess. À l'issue de cette bataille perdue, Teutamos est le premier à ouvrir des négociations avec Antigone le Borgne qui a capturé le train de bagages et les familles des argyraspides. Mais cette trahison n'est pas récompensée puisqu'il est soit exécuté en compagnie d'Antigénès, soit, moins probablement, exilé avec les argyraspides en Arachosie.

## Sources antiques
- Diodore de Sicile, Bibliothèque historique [détail des éditions] [lire en ligne].
- Plutarque, Vies parallèles [détail des éditions] [lire en ligne], Eumène